# Thema Mundi

Il Thema Mundi.

Il Thema Mundi o Tema del Mondo era il tema astrologico (dal greco antico: θέμα?, théma, "impostazione, configurazione, argomento") usato nell'astrologia ellenistica per mostrare le presunte posizioni dei sei pianeti visibili (Luna compresa) e del Sole, al  principio dell'Universo. Esso ci permette di capire la logica per cui i pianeti, a seconda della posizione, siano considerati in domicilio, in esaltazione, nei vari aspetti, eccetera.

## Struttura
Il Thema Mundi mostra (i temi si leggono in senso antiorario):
- Luna domiciliata in Cancro, per primo perché questo rappresenta l'ascendente
- Sole in Leone
- Mercurio in Vergine
- Venere in Bilancia
- Marte in Scorpione
- Giove in Sagittario
- Saturno in Capricorno

## Domicili dei pianeti
Il Sole e la Luna, i due luminari, sono assegnati ai due segni che corrispondono ai più luminosi e caldi periodi dell'anno nell'Emisfero boreale, Cancro e Leone. Gli altri pianeti sono assegnati ai segni dopo aver diviso a metà lo zodiaco tra Cancro e Leone  assegnando un pianeta ad un segno nella metà solare e ad uno nella metà lunare, procedendo a ritroso prima del Cancro e in avanti dopo il Leone. Quindi Mercurio è assegnato ai due segni simmetrici rispetto a Cancro e Leone insieme (perché 12 è pari), perché Mercurio non transita di più di un segno lontano rispetto al sole. Venere è assegnata ai due segni simmetrici successivi, Toro e Bilancia, perché non si allontana di più di due costellazioni. Giove e Marte sono assegnati rispettivamente a Sagittario e Pesci, e ad Ariete e Scorpione. Così Saturno è assegnato al Capricorno e all'Acquario, (segni consecutivi) dato il freddo e la scarsità di luce durante il loro periodo dell'anno (dal 22 dicembre al 19 febbraio)

## Aspetti astrologici
Le nature degli aspetti astrologici sono determinate dalle configurazioni dei pianeti rispetto ai luminari nel Thema Mundi. In esso, gli aspetti dati dai pianeti hanno a che fare con la loro classificazione: benefica o malefica.
- Saturno è in opposizione (180°) alla Luna, così la natura dell'opposizione è di Saturno. Saturno è il più grande dei due malefici, e così quest'opposizione è la più forte tra i due negativi aspetti.
- Marte è quadrato (90°) al Sole, così la natura del quadrato è di Marte. Marte è il meno malefico, perciò il quadrato è il meno negativo dei due aspetti
- Giove è in trigono (120°) con il Sole, perciò la natura del trigono è quella di Giove. Dato che Giove è il più grande (Fortuna Maior) dei due Benefici, il trigono è detto il più desiderabile aspetto positivo.
- Venere è in sestile (60°) con il Sole e così la natura del sestile è quella di Venere, la più debole (Fortuna Minor) tra i due Benefici
- Mercurio è in semi-sestile (30°) sia con il Sole che con Venere, lungo il sestile (60°) sia con la Luna che con Marte.